# Urzeczanie
Urzeczanie (gwar. Łurzycoki) – grupa etnograficzna ludności polskiej na terenie mikroregionu etnograficznego Urzecze na południowo-wschodnim Mazowszu, w Dolinie Środkowej Wisły, po obydwu stronach Wisły, pomiędzy dawnymi ujściami Pilicy i Wilgi a mokotowskimi Siekierkami i prawobrzeżną Saską Kępą.

## Charakterystyka ludności
Odrębność miejscowej ludności wynikała przede wszystkim z określonego typu osadnictwa (olędrzy, oryle), względnej izolacji geograficznej wiślanej pradoliny (zalewowość, starorzecza, wysoka skarpa warszawska) i bliskości rynku warszawskiego. O Urzeczanach (Łurzycokach), jako stosunkowo homogenicznej zbiorowości, możemy mówić dopiero od czasów pierwszej fali osadnictwa olęderskiego, która przypada na początki XVII stulecia. Wcześniej żyła tu ludność typowa dla całego Mazowsza.

## Badania genetyczne
Rdzenna ludność z Urzecza objęta została badaniami genetyczno-genealogicznymi, których nadrzędnym celem jest określenie czy współcześni mieszkańcy mikroregionu to potomkowie mazowieckich rodzin miejscowych czy też rodów napływowych (oryli, olędrów). Badania przeprowadzone do 2014 pozwoliły zauważyć, że najczęstszym kierunkiem migracji tutejszej ludności jest szeroko pojęta Europa północno-zachodnia od Meklemburgii po Sambię, jakkolwiek niewielka próba nadal nie pozwala na wyciąganie wiążących wniosków. Aż dwie trzecie przebadanych, rdzennych mieszkańców Urzecza posiadało rozmaite haplogrupy „północne”, w kolejności: R-Z280 (bałtosłowiańską), R-M269 (celtycko-germańską), I-M253 (normańską) i N-M231 (ugrofińską), natomiast pozostali przynależeli do typowej dla ludności polskiej haplogrupy zachodniosłowiańskiej (R-M458), którą najprawdopodobniej należy łączyć ze średniowieczną ludnością mazowiecką.